# Kemijska formula
Kemijska formula je skraćeni oblik prikazivanja sastava i građe molekula, iona ili općenito formulskih jedinki tvari s pomoću simbola kemijskih elemenata.
Tako npr. formula H2O označuje molekulu vode, koja se sastoji od dvaju atoma vodika (simbol H) i jednog atoma kisika (simbol O).

## Vrste kemijskih formula
Kemijske se formule razlikuju prema informacijama koje pružaju.
- Formula elementarne tvari predočuje molekulu odnosno skup istovrsnih atoma koji se nalaze u molekuli elementarne tvari (H2, P4, S8)
- Empirijska formula pokazuje samo relativne omjere broja pojedinih atoma u jedinki, a određuje se na temelju masenih udjela pojedinih elemenata u spoju dobivenih elementarnom analizom.
- Molekulska formula pokazuje točan broj atoma u jedinki (molekuli), a određuje se iz empirijske formule i poznate mase molekule.
- Strukturna formula prikazuje način povezivanja atoma u molekuli, a određuje se nakon identifikacije funkcionalnih skupina molekule (alkoholna, aldehidna, kiselinska, aminska i dr.), najčešće spektroskopskim tehnikama.
- Sažeta strukturna formula je strukturna formula napisana jednostavnije, često u jednom retku, prikazane su atomske skupine i atomi ali način njihova povezivanja nije posve jasan.
- Stereokemijska formula prikazuje prostornu orijentaciju atoma u molekuli različitim vrstama projekcija koje uključuju mnoge dodatne konvencije. Prostorni raspored atoma izravno se određuje difrakcijskim metodama strukturne analize.

| naziv spoja       | empirijska formula | molekulska formula | sažeta strukturna formula | strukturna formula | projekcijska formula |
| ----------------- | ------------------ | ------------------ | ------------------------- | ------------------ | -------------------- |
| klorovodik        | HCl                | HCl                | HCl                       | HCl                |                      |
| octena kiselina   | CH2O               | C2H4O2             | CH3-CO-OH                 |                    |                      |
| etin              | CH                 | C2H2               | HCΞCH                     | H-CΞC-H            |                      |
| benzen            | CH                 | C6H6               |                           |                    |                      |
| etanol            | C2H6O              | C2H6O              | CH3-CH2-OH                |                    |                      |
| metoksimetan      | C2H6O              | C2H6O              | CH3-O-CH3                 |                    |                      |
| mliječna kiselina | CH2O               | C3H6O3             | CH3-CH(OH)-COOH           |                    |                      |
| glukoza           | CH2O               | C6H12O6            | HOCH2-[CH(OH)]4-CHO       | Fischerova         | Haworthova           |

## Formulska jedinka
Formulsku jedinka je najmanji omjer broja aniona i kationa u ionskom spoju koji prikazujemo formulom spoja.
Ionska tvar je ogroman skup aniona i kationa koji su povezani ionskom vezom (elektrostatskom). U ionskoj tvari naizmjenično su raspoređeni anioni i kationi, odnosno svaki anion je okružen određenim brojem kationa i obrnuto. Ne postoji molekula ionskog spoja već je cijeli spoj jedna „velika molekula”. Zato formula ionskog spoja pokazuje samo najmanji omjer broja aniona i kationa u spoju, odnosno prikazuje formulsku jedinku.
Formula CaCl2 govori da se u kalcijevom kloridu kationi (Ca2+) i anioni (Cl-) nalaze u omjeru 1:2 te je CaCl2 formulska jedinka kalcijeva klorida.
U najširem smislu svaka formula predstavlja formulsku jedinku.

## Formule hidratnih soli
Kristali hidratnih soli imaju u svom sastavu vezanu kristalnu vodu. Formula spoja se piše primjerice ovako: CuSO4∙5H2O. Točka u formuli ne predstavlja znak množenja već ju treba razumjeti kao znak zbrajanja (plus). Voda je uklopljena u kristalnu strukturu spoja. Napisana formula je sažeti oblik pisanja. Zapravo formulu bi pravilnije trebalo pisati ovako: [Cu(H2O)4]SO4∙H2O. Četiri molekule vode se koordiniraju s ionom bakra, dok je peta molekula vode povezana sa sulfatnim ionom. Isto tako MgSO4∙7H2O je zapravo [Mg(H2O)6]SO4∙H2O. Uglate zagrade u pisanju se koriste za pisanje formula kompleksnih spojeva.

## Formule kompleksnih spojeva
Sažeto ćemo formule kompleksnih spojeva pisati kao u prethodnim primjerima, međutim najzornije je formulu prikazati „trodimenzionalno”.
- Bakrov tetraaminosulfat hidtat [Cu(NH3)4]SO4·H2O
- Rodijev pentaminotriklorid [Rh(NH3)5Cl]Cl2
- Kompleks kationa metala i EDTA